# Wake Up, Sunshine
Wake Up, Sunshine es el octavo álbum de estudio de la banda de rock estadounidense All Time Low. Fue lanzado el 3 de abril de 2020 y es su segundo lanzamiento con Fueled by Ramen después de Last Young Renegade en 2017. El sencillo principal, "Some Kind of Disaster", fue lanzado el 21 de enero de 2020.

## Antecedentes
El álbum viene después de "Last Young Renegade" de 2017, un disco que recibió críticas positivas. El proceso de grabación tuvo lugar en el estudio de la casa de Rian Dawson en Nashville, Tennessee, lo que le dio a la banda la oportunidad de trabajar sin preocuparse por alquilar un estudio profesional y dejarlos trabajar a su propio ritmo.

## Lista de canciones
| Standard edition |                                        |             |          |  |
| N.º              | Título                                 | Producer(s) | Duración |  |
| 1.               | «Some Kind of Disaster»                |             | 3:44     |  |
| 2.               | «Sleeping In»                          |             | 3:01     |  |
| 3.               | «Getaway Green»                        |             | 2:47     |  |
| 4.               | «Melancholy Kaleidoscope»              |             | 2:55     |  |
| 5.               | «Trouble Is»                           |             | 2:27     |  |
| 6.               | «Wake Up, Sunshine»                    |             | 3:16     |  |
| 7.               | «Monsters» (con Blackbear)             |             | 2:54     |  |
| 8.               | «Pretty Venom (Interlude)»             |             | 3:03     |  |
| 9.               | «Favorite Place» (con The Band CAMINO) |             | 3:14     |  |
| 10.              | «Safe»                                 |             | 3:40     |  |
| 11.              | «January Gloom (Seasons, Pt. 1)»       |             | 2:47     |  |
| 12.              | «Clumsy»                               |             | 3:02     |  |
| 13.              | «Glitter & Crimson»                    |             | 3:03     |  |
| 14.              | «Summer Daze (Seasons, Pt. 2)»         |             | 3:15     |  |
| 15.              | «Basement Noise»                       |             | 3:06     |  |

Bonus track (Japón)
| Japanese bonus track |                       |             |          |  |
| N.º                  | Título                | Producer(s) | Duración |  |
| 16.                  | «I Hate That for You» |             | 2:57     |  |

## Personal
- Alex Gaskarth – Voz principal, guitarra rítmica
- Jack Barakat – Guitarra principal
- Zack Merrick – Bajo, corista
- Rian Dawson – Batería, percusión
- Blackbear - voces adicionales en "Monsters"
- The Band CAMINO - voces adicionales en "Favorite Place"